# Laetamur magnopere
Laetamur magnopere (česky Jsme velmi šťastní) je apoštolský list papeže Jana Pavla II. z 15. srpna 1997, kterým schválil a promulgoval typické latinské vydání Katechismu katolické církve.
Dokument, publikovaný v mnoha jazycích v národních vydáních Katechismu katolické církve, vyhlašuje revidovaný text předchozí verze katechismu, který byl schválen apoštolskou konstitucí Fidei Depositum z 11. října 1992.

## Obsah
Papež v dokumentu poznamenal, že katechismus připravený mezikatechetickou komisí zřízenou v roce 1993 pod vedením kardinála Josepha Ratzingera byl dobře přijat a že Vatikán obdržel četné návrhy na zlepšení textu. Tyto změny poskytly katolické církvi autoritativní výklad apoštolské víry, který může sloužit jako referenční materiál pro katechismy připravované místními společenstvími. Katechismus katolické církve se měl podle papeže stát vynikajícím nástrojem užitečným v katechezi. Na prahu třetího tisíciletí nabýval nesmírného významu. Papež požádal biskupy, aby katechismus co nejdříve zpřístupnili v dalších jazycích. Dokument byl podepsán v Castel Gandolfo.